# Instituto Global para la Sostenibilidad
Instituto Global para la Sostenibilidad es una organización global concentrada en el ambiente fundada por María Isabel Studer Noguez en el Instituto Tecnológico y de Estudios Superiores de Monterrey, Campus Ciudad de México con colaboración de la Universidad Estatal de Arizona. Fue fundada como una extensión del Instituto Global por la Sostenibilidad de la Universidad Estatal de Arizona, la primera y única en Latinoamérica.  El instituto tiene y promueve la investigación, eventos educativos, se programa y está activo por su cuenta, además de participar con otras empresas, educacionales y agencias gubernamentales.

## Organización
El Instituto Global para la Sostenibilidad (IGS) fue fundado en el Tec de Monterrey Campus Ciudad de México en colaboración con Universidad Estatal de Arizona. Es una extensión del Instituto Global para la Sostenibilidad, fundado en Arizona en el 2004 y es el primer y único programa de su tipo en Latinoamérica, promoviendo soluciones a negocios, tecnología limpia, y modelos gubernamentales.
El instituto fue fundado para promover el pensamiento global ambiental en México y resto de Latinoamérica. Sus objetivos principales son, promover el desarrollo sustentable en México, generar y difundir el conocimiento sobre economías verdes y desarrollo sustentable y promover la coordinación de fuerzas en sostenibilidad en el Instituto Tecnológico y de Estudios Superiores de Monterrey.  Sus principales funciones son búsquedas interdisciplinarias para problemas ambientales, educación ambiental, crear soluciones para negocios y el gobierno.
El programa tiene alianza con empresas públicas y privadas como son: la Universidad Nacional Autónoma de México Programa de Investigación en Cambio Climático, Universidad de Yale, El Colegio de México, Fomento Económico Mexicano, Cemex, Walmart, Bolsa Mexicana de Valores, Green Momentum, Asociación de Bancos en México, SIGEA, Siemens, Instituto Mexicana para la Competitividad, Fondo Mundial para la Naturaleza, Centro Mexicano del Derecho Ambiental, Greenpeace, The Nature Conservancy, el Banco Interamericano de Desarrollo, elBanco Mundial, el Programa de las Naciones Unidas para el Desarrollo y Korea International Cooperation Agency así también agencias Mexicanas como la Secretaría de Energía (México), la Secretaría de Economía (México), la Secretaría de Medio Ambiente y Recursos Naturales (México) y el Banco Nacional de Desarrollo Financiero.

## Actividades

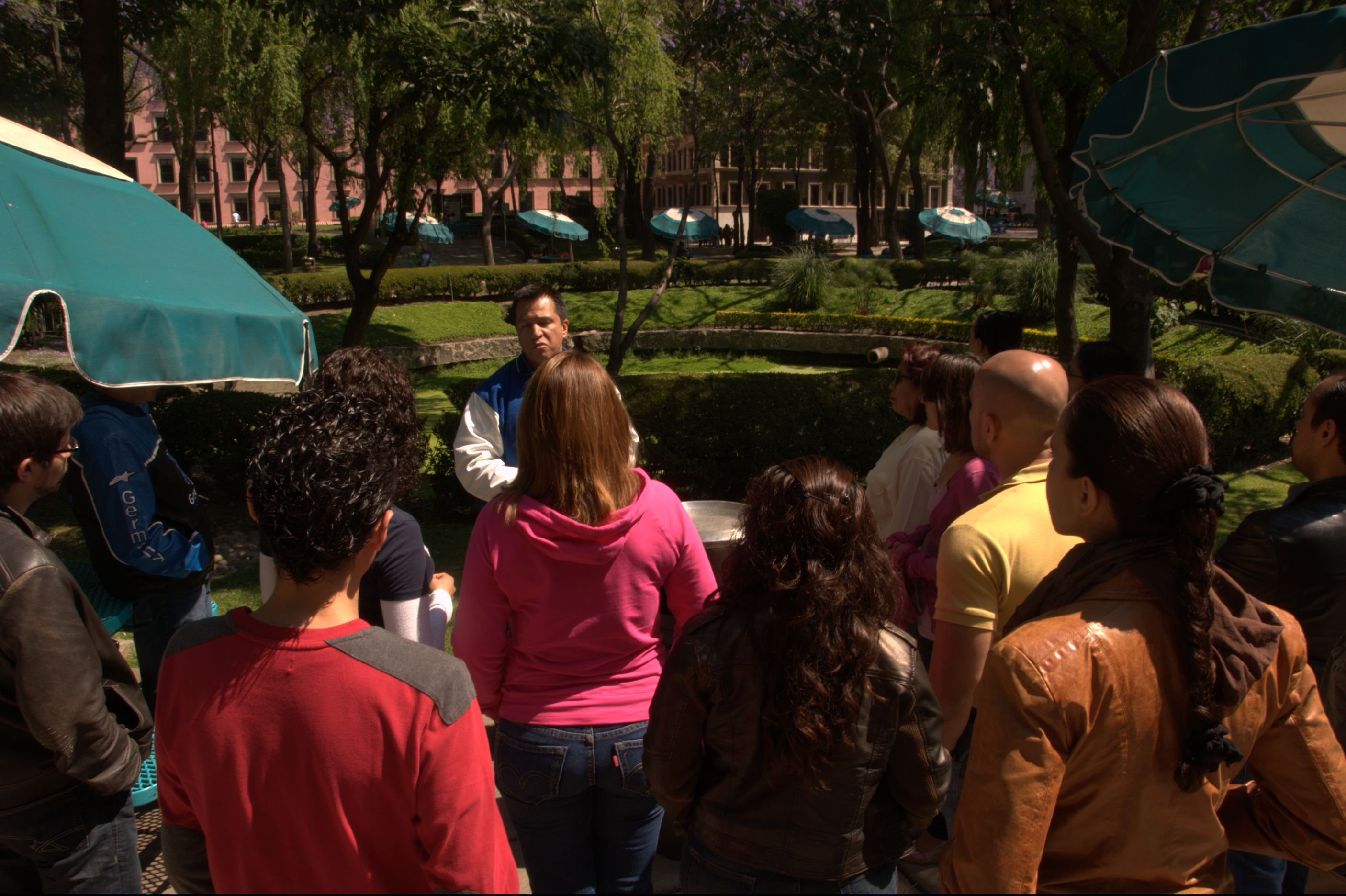
Demostración de captación de agua en el cenote del Itesm CCM.

Las actividades del instituto se centran en la investigación, educación y apoyo de acciones políticas relacionadas con el ambiente. Los esfuerzos de investigación son multidisciplinarios con programas de cambio climático y sustentabilidad; sistemas ambientales e investigación ambiental. Colaboran con el sistema de "Parques Tecnológicos" del Tec de Monterrey para promover el desarrollo de tecnología ecológica, que incluye el desarrollo de materiales de cimentación, adhesivos, Biopolímeros/Bioplásticos, sistemas de purificación del agua, aparatos electrodomésticos sin plomo, baterías tecnológicas y microprocesos. Esta colaboración envuelve nueve centros de investigación del Tec de Monterrey incluyendo el Parque Tecnológico de Ciencias para la Vida dentro del Campus Ciudad de México.
IGS ofrece un título en ingenierías con desarrollo sustentable y una maestría en desarrollo sustentable, trabaja con los alumnos en investigaciones mayores en el campus incluyendo las de negocio administración, finanzas, negocios internacionales y relaciones internacionales. Ofrece pasantías para estudiantes en energía sustentable, comunicaciones, desarrollo de pequeñas empresas, reciclado de tecnología computacional, investigación hidráulica y Ecociudades, y soporta los proyectos de los alumnos en hidroponía, con un invernadero en el Instituto Tecnológico y de Estudios Superiores de Monterrey, Campus Toluca, reciclado de agua con el uso de microorganismos, el grupo Gaia se enfoca en reciclaje en el Campus Santa Fe y Tu Energía, un programa para instalar paneles solares y otros tipos de generadores de energía en casas y negocios.
Los patrocinadores de las conferencias, seminarios y talleres de IGS para líderes gubernamentales así como el público en general.  Uno de sus mayores esfuerzos en cuanto al concepto de "negocios verdes" mejor llamada Iniciativa Negocios Verdes. Esto incluye una "clínica" para ayudar a crear negocios amigables con el ambiente, que son patrocinados por corporaciones como Walmart México, FEMSA y Grupo Financiero Banorte. Ellos patrocinan talleres, seminarios y cursos en negocio y medio ambiente, creando programas de gobierno en contra de los cambios climáticos y educación general sobre el medio ambiente para ambos estudiantes y todo el público. Conferencias Majores incluyendo Piensa Verde 2013 y la anual Cumbre Negocios Verdes. La Cumbre 2012 caracterizada por 19 discusiones de paneles y 110 expositores, incluido Pavan Sukhdev, Peter Webster, George Kell, John Wiebe, Daniel Servitje de Bimbo y Louise Goesser de SIEMENS México. Un evento sobre periodismo en una economía verde en 2012 atrajo participantes y una asistencia de 39 medios (radio, prensa, televisión, etc.) en México.  El instituto también ha estado como consultor de varias agencias mexicanas gubernamentales, incluyendo su participación en el Foro de Consulta del gobierno federal en el desarrollo del Plan Nacional 2013-2018.

## Historia
El IGS evolucionó de Centro de Diálogo y Análisis sobre América del Norte o CEDAN, ambos fundados por María Isabel Studer Noguez. Para 2011, muchas de las actividades de CEDAN estuvieron relacionadas con problemas ambientales, por lo que Studer reorganizó el instituto, que abrió en 2011 como una asociación entre el Tec de Monterrey y la Universidad Estatal de Arizona, el Instituto Gobal para la sustentabilidad global.
El evento inaugural de la IGS incluyendo a Carlos Gay de la UNAM, Martha Delgado de la Secretaría del medio ambiente y recursos naturales, Ellis J. Juan, director del Banco Interamericano de desarrollo, Irina Maslesnikova de Xerox México, y Gabriel Quadri de la Torre de SIGEA. Su investigación de patrocinio ha crecido, con actividades educacionales y promocionales en ambos, Tecnológico de Monterrey, Campus Ciudad de México y otras partes del país.
Profesores formados y estudiantes del Instituto han ido creando proyectos como Xooc Foundation, que promueve la conciencia de la biodiversidad marina en México, DameUnAveton, una plataforma en línea para compartir paseos, e Impulso Urbano, una investigación y organización para mejorar los suburbios y las viviendas a través del uso de materiales reciclables.